# Trichomorellia callimera
Trichomorellia callimera är en tvåvingeart som först beskrevs av Jacques-Marie-Frangile Bigot 1888.  Trichomorellia callimera ingår i släktet Trichomorellia och familjen husflugor. Inga underarter finns listade i Catalogue of Life.